# Eudaimonisma batchelorella
Eudaimonisma batchelorella is een vlinder uit de familie van de grasmotten (Crambidae). De wetenschappelijke naam van de soort is voor het eerst gepubliceerd in 1902 door Thomas Pennington Lucas.
Deze soort komt voor in Australië.